# دانشگاه کوئیندیو
دانشگاه کوئیندیو (اسپانیایی: Universidad del Quindío‎) یک مؤسسه دولتی است که زیر نظر وزارت آموزش و پرورش کلمبیا است. دفتر مرکزی آن در آرمنیا، کوئیندیو، کلمبیا واقع شده‌است.
این دانشگاه دارای ۳۲ رشته تحصیلی در مقطع کارشناسی و ۱۶ رشته در مقطع کارشناسی ارشد است.